# Drei-Kronen-Hütte

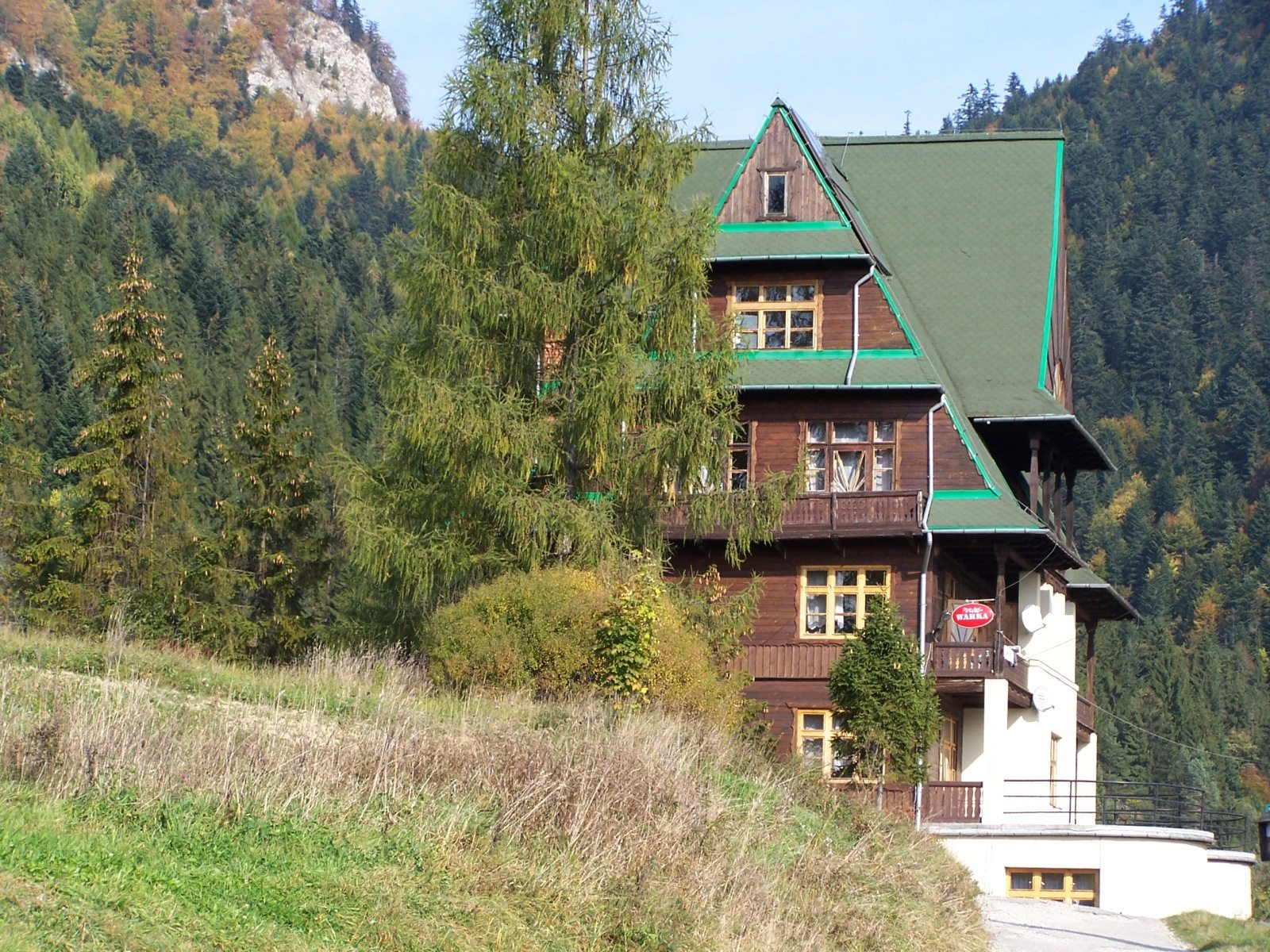
Zufahrt

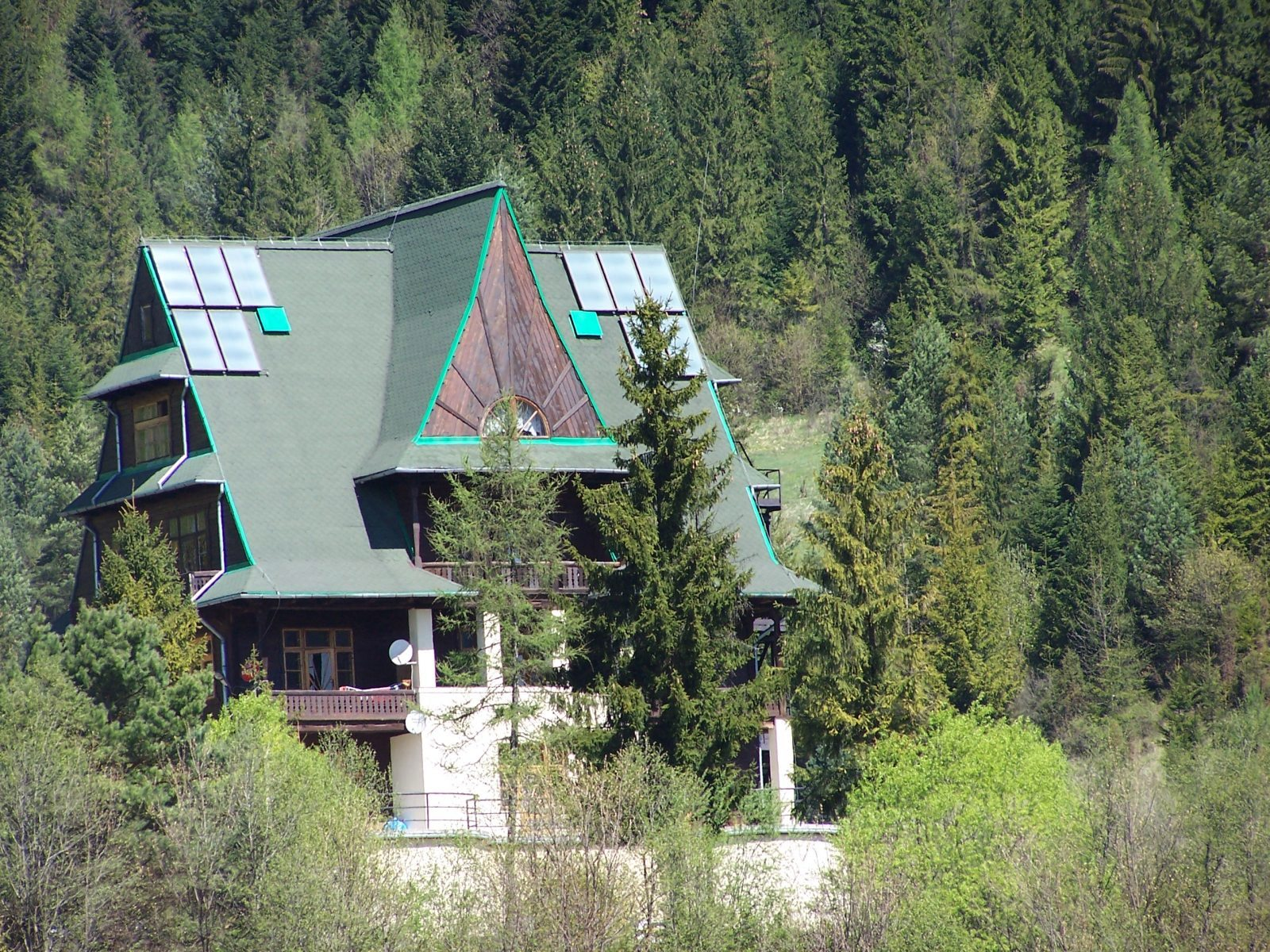
Im Sommer

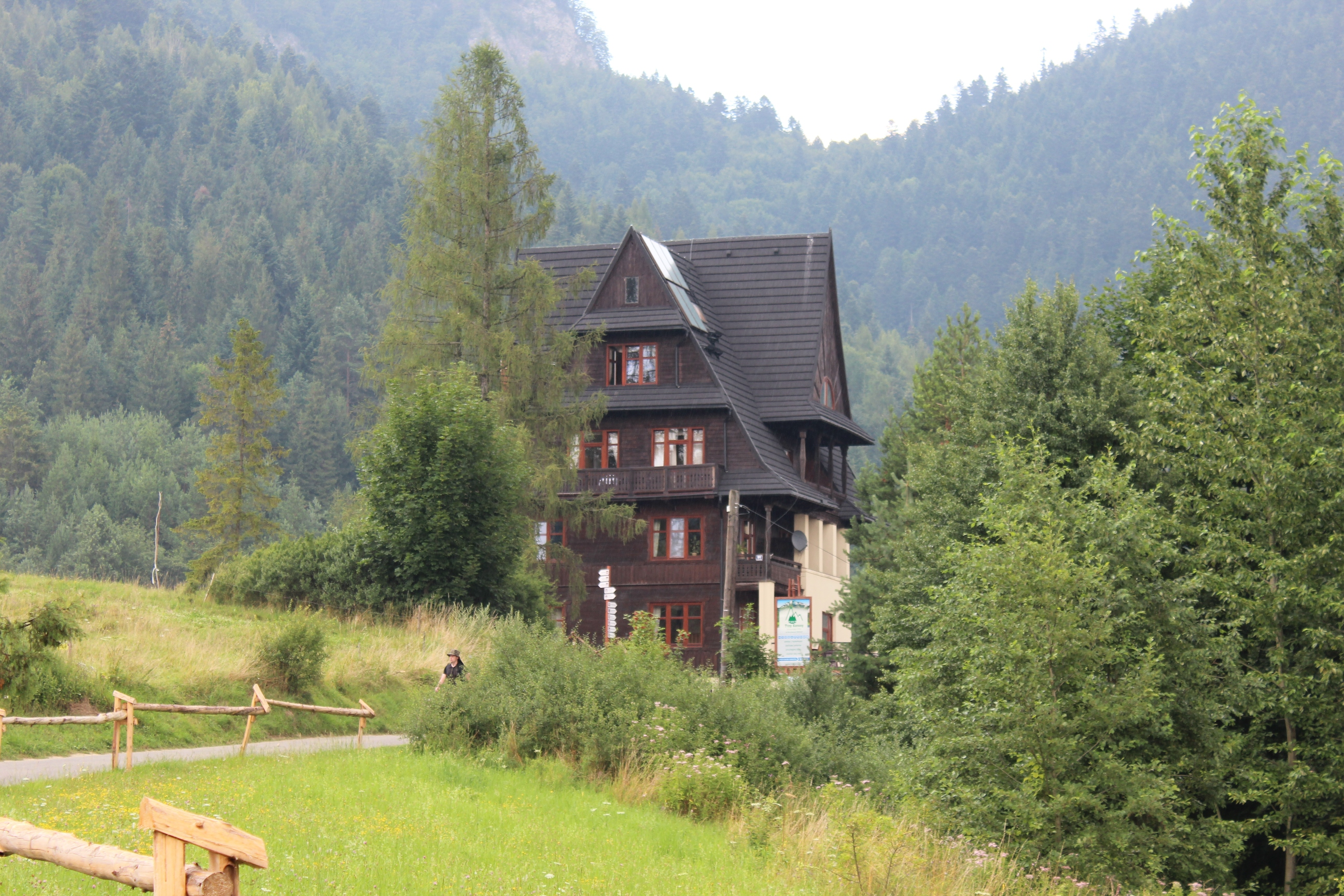
Im Sommer

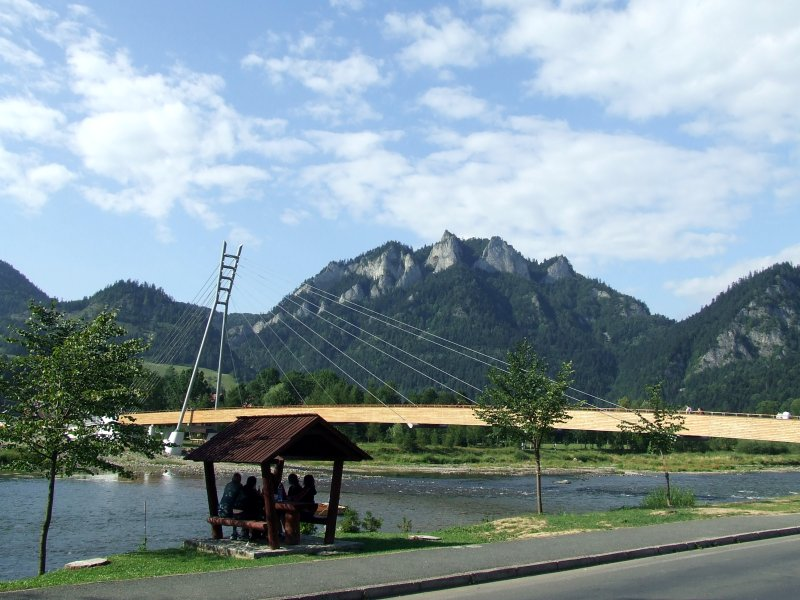
Fußgängerbrücke

Die Drei-Kronen-Hütte (pl. Schronisko PTTK Trzy Korony) liegt auf einer Höhe von 470 m ü. NN in Polen in den Mittleren Pieninen auf einer Böschung über dem Dunajec und unterhalb der Trzy Korony. Unmittelbar flussabwärts beginnt der Dunajec-Durchbruch. Die Hütte hat 86 Planbetten. Das Gebiet gehört zu Sromowce Niżne in der Gemeinde Czorsztyn. Nachdem die 1907 erbaute Henryk-Sienkiewicz-Hütte nach dem Zweiten Weltkrieg nicht wieder aufgebaut wurde, ist die Drei-Kronen-Hütte nunmehr die einzige Schutzhütte in den Mittleren Pieninen.

## Geschichte
Die Hütte wurde von 1929 bis 1930 von der schlesischen Touristikkommission als Herberge errichtet und Schlesische Herberge bzw. Schlesisches Haus genannt. Nach der deutschen Besetzung Polens diente die Hütte der Besatzungsarmee als Grenzstation. Nach dem Zweiten Weltkrieg übernahm die PTTK die Hütte, die seit den 1960er Jahren wieder touristisch genutzt wird. Sie wurde mehrfach umgebaut und modernisiert. Im benachbarten Gebäude ist eine Ausstellung der Abteilung des Pieninen Museums untergebracht.

## Zugänge
Die Hütte ist u. a. zu erreichen:
- ▬ auf dem gelb markierten Wanderweg von Sromowce Niżne durch die Schlucht Wąwóz Szopczański, den Bergpass Przełęcz Szopka auf den Gipfel Bajków Groń und weiter nach Krościenko nad Dunajcem
- ▬ auf dem grün markierten Wanderweg zum blau markierten Kammweg auf die Trzy Korony
- vom slowakischen Kloster Červený Kláštor über die Dunajec-Brücke in Sromowce Niżne zur Hütte

Die Hütte ist auch mit dem Auto erreichbar. Die Zufahrt ist jedoch nur für Anlieger frei. Unweit der Hütte befinden sich ein kleines Skigebiet sowie die Anlegestelle für die Floßfahrten auf dem Dunajec durch den Dunajec-Durchbruch.

## Übergänge
- ▬ blau markierter Kammweg über den Hauptkamm der Pieninen
- ▬ rot markierter Pieninenweg entlang des Dunajec durch den Dunajec-Durchbruch

### Gipfelbesteigungen
Gipfel in der näheren Umgebung der Hütte sind in den Mittleren Pieninen:
- Trzy Korony (982 m)
- Nowa Góra (902 m)
- Macelak (857 m)
- Ostry Wierch  (851 m)
- Cyrlowa Skała (816 m)
- Czoło (815 m)
- Flaki (810 m)
- Macelowa Góra (800 m)
- Zamkowa Góra (799 m)
- Łysina (792 m)
- Czerteż (774 m)
- Czertezik (772 m)
- Kozia Góra (771 m)
- Wdżar (767 m)
- Białe Skały (749 m)
- Sokolica (747 m)
- Podskalnia Góra (743 m)
- Ociemny Wierch (740 m)
- Wysoki Dział (731 m)
- Bajków Groń (716 m)
- Ula (713 m)
- Rabsztyn (691 m)
- Majerz (689 m)
- Upszar (678 m)
- Piekiełko (678 m)
- Facimiech (668 m)
- Stronia (663 m)
- Pulsztyn (613 m)
- Sołtysia Skała (582 m)
- Klejowa Góra (579 m)
- Przechodni Wierch (552 m)